# Patrera fulvastra
Espèce
Patrera fulvastra est une espèce d'araignées aranéomorphes de la famille des Anyphaenidae.

## Distribution
Cette espèce se rencontre en Colombie dans le département de Nariño et en Équateur dans la province de Pichincha,.

## Description
Le mâle décrit par Brescovit en 1997 mesure 8,80 mm et la femelle 11,00 mm, les mâles mesurent de 6,80 à 10,20 mm et les femelles de 8,50 à 11,00 mm.

## Publication originale
- Simon, 1903 : Descriptions d'arachnides nouveaux. Annales de la société entomologique de Belgique, vol. 47, p. 21-39 (texte intégral).